# NGC 3916
NGC 3916 este o liner situată în constelația Ursa Mare. A fost descoperită în 14 aprilie 1789 de către William Herschel. Se află la o distanță de 84,74 de megaparseci de Pământ.